# Motyl alpejski

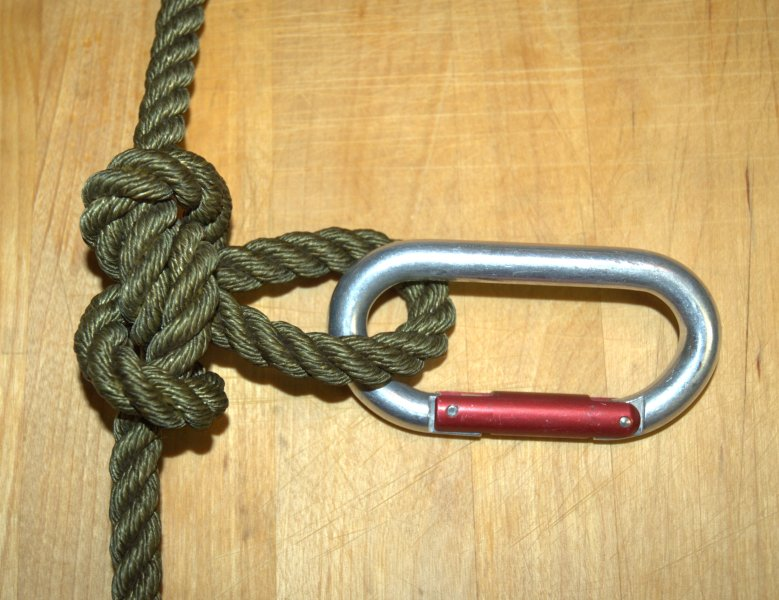
Motyl alpejski

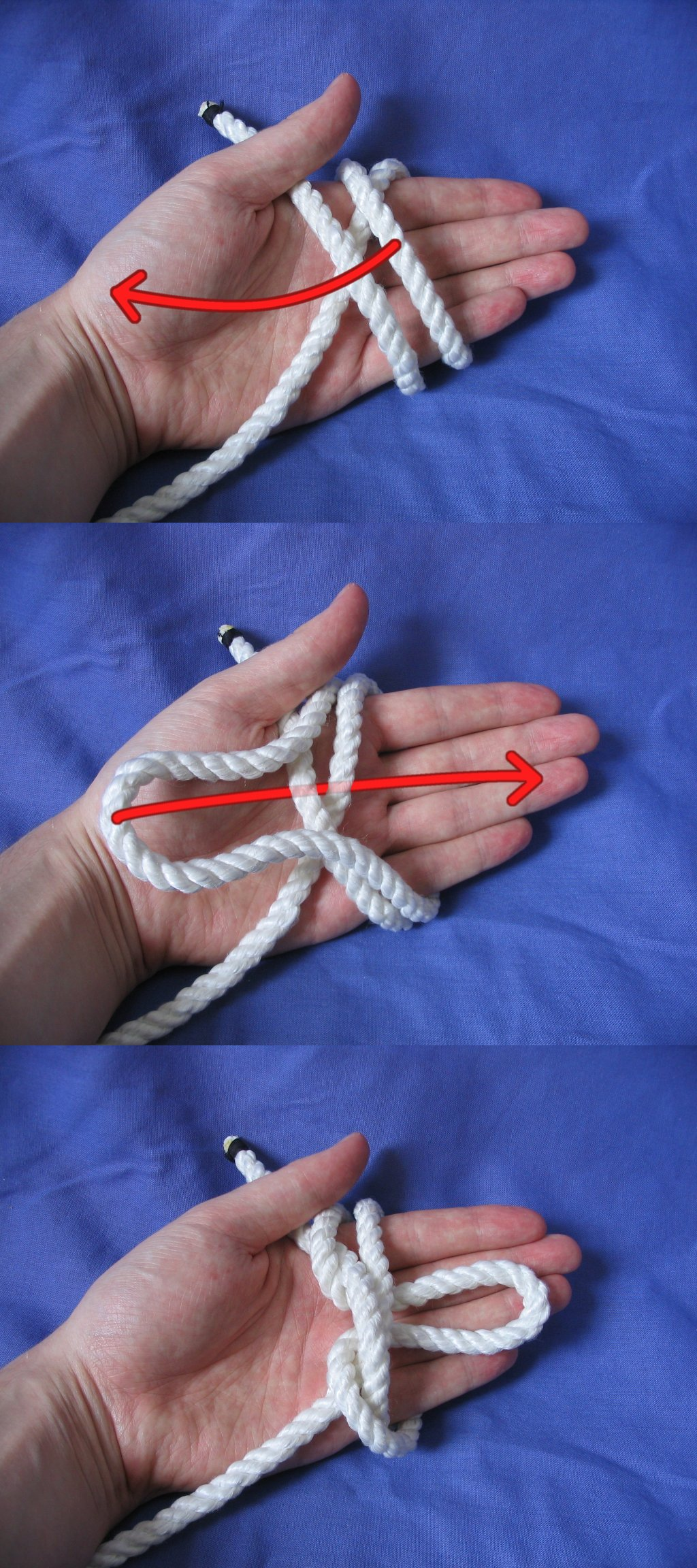
Wiązanie motyla alpejskiego

Motyl alpejski – węzeł stosowany we wspinaczce m.in. do wpinania się wspinaczy karabinkiem do liny służącej do asekuracji.

## Zalety
- może być obciążany w trzech kierunkach: w dwie strony liny tworzącej oraz pętli
- nie redukuje znacznie wytrzymałości liny (53% przy obciążeniu obu lin oraz 67% przy obciążeniu pętli)
- nie przesuwa się
- relatywnie łatwy do rozwiązania, nie zaciska się pod obciążeniem

## Wady
- trudny do wiązania jedną ręką
- trudno jest dopasować rozmiar początkowej pętli
- trudno jest ocenić poprawność węzła po zawiązaniu
- wymaga pewnej praktyki i doświadczenia w zawiązywaniu